# Щербак-Жуков, Андрей Викторович
Андре́й Ви́кторович Щерба́к-Жу́ков (настоящая фамилия Щерба́к; род. 13 мая 1969, Москва) — российский прозаик, поэт, критик, журналист.

## Биография
Родился в Москве, но некоторое время жил в Краснодаре, где окончил среднюю школу, несколько семестров в художественной школе и один курс биологического факультета Кубанского государственного университета. Родители — научные работники, биологи, генетики, селекционеры. Отец — Виктор Семёнович Щербак, заведующий лабораторией в Краснодарском научно-исследовательском институте сельского хозяйства (1939—2019). Мать — Светлана Валентиновна Щербак, старший научный сотрудник Всесоюзного научно-исследовательского института риса (1936—2010).
Стихи и прозу начал писать, ещё учась в старших классах средней школы. Первая публикация — фантастический рассказ «Всё идёт к лучшему…» — состоялась в газете «Комсомолец Кубани» в августе 1986 года.
В 1995 году закончил отделение кинодраматургии сценарно-киноведческого факультета ВГИКа (мастерская Н. Н. Фигуровского), а в 1999 году — аспирантуру при кафедре кинодраматургии.
В разные годы работал фотографом, журналистом, лит. редактором, сценаристом рекламных роликов, криэйтором и копирайтором (написал сценарии к рекламным роликам «Видеокассета Conica», «Компания „Кампомос“», «Чай „Классика“»). С 1999 по 2004 гг. работал в редакции газеты «Книжное обозрение» — сначала обозревателем, потом заведующим отдела клубной жизни.
С 2007 года работает в литературном приложении к «Независимой газете»  — «НГ-Exlibris»: сначала обозревателем, а с февраля 2012 года — заместителем ответственного редактора.
Член жюри конкурсов «Мцыри», «Филатов-фест», «Нонконформизм», «Фанткритик», «ЛитоДрама» (номинация «Фантастическая пьеса»), «Прыжок над бездной» (памяти Сергея Снегова), «Я только малость объясню в стихе» и др.

## Публикации
Проза Щербак-Жукова печаталась в сборниках:
- «Этюд о взрослом гравилёте» (Краснодар: Кн. изд-во, 1990),
- «Послание Фениксу» (М.: 1990),
- «Наши в городе» (М.: ЭКСМО-Пресс, 2001),
- «Фантастика 2002. Выпуск 2» (М.: АСТ, 2002),
- «Фэнтези-2005» (М.: Эксмо, 2005),
- «Новые марсианские хроники» (М.: РИПОЛ Классик, 2005),
- «Звёздный портал» (СПб.: Азбука, 2005),
- «Лучшее за год 2007. Российское фэнтези, фантастика, мистика» (СПб.: Азбука-классика, 2007),
- «Своевременные сказки» (Рига: SIA «S-Kom», 2008),
- «Лучшее за год. Выпуск III. Российское фэнтези, фантастика, мистика» (СПб.: Азбука-классика, 2009),
- «Раковина» (М.: Мануфактура, 2010),
- «Классициум» (М.: «Снежный Ком М», 2012);
- «Точное будущее» (М.: АСТ, 2024) и др.

и в журналах «Юность», «Москва», «Техника — молодёжи», «Знание — сила. Фантастика», «Энергия», «Дилижанс», «Летопись интеллектуального зодчества», «Наша улица», «Health Line», «Молодая смена» (Ташкент), «Фантакрим-МЕГА» (Минск), а такэе газетах «Плюс-минус бесконечность», «Вечерний Краснодар», «НГ-Exlibris».
Стихи печатались: в сборниках «Мистическая механика» (СПб.: АураИнфо, 2010), «Мировая механика» (СПб.: АураИнфо, 2010), «Поющие письмена. III Международный поэтический фестиваль славянской поэзии» (Тверь, 2011), «Часовые памяти» (М.: Потенциал нации, 2011), «Московские салюты» (М.: ГБУК «ВЗ Ходынка», 2011), «Котэрра» (Луганск: «Шико», 2011), «День поэзии — 2012», «День поэзии — 2013», «День поэзии — 2014», «Московский день поэзии — 2014», «12 — 16 — 45. Сборник юмора», журналах и альманахах «Футурум арт», «Дети Ра», «Библиография», «Эолова арфа», «Останкинский альманах. Выпуск 1», «Новый Карфаген» (Краснодар), «Слова» (Смоленск), в газетах «Ex libris Независимой газеты», «Литературная газета» и «Здравствуйте!» (Краснодар).
Критика и эссеистика печаталась: в журналах «Новое литературное обозрение», «Октябрь», «Если», «Мир фантастики», «Медведь», «Звездная дорога», «Полдень, XXI век (Журнал Бориса Стругацкого)», «Rockmusic.ru», «Имена», «Командор», «Деловые люди», «Другой», «Не’он», «Billboard. Русская версия», «Psychologies», в газетах «Независимая газета», «Аргументы и факты», «Литературная газета», «Книжное обозрение», «Мир новостей», «Алфавит» и др.
Научные статьи печатались в сборниках: «Аспиранты ВГИК-2002. Поиски, размышления, открытия» (ВГИК, 2002), «Русская фантастика на перекрестке эпох и культур. Материалы Международной научной конференции 21-23 марта 2006 года» (М.: Издательство Московского Университета, 2007), в журнале «Библиография».
Сотрудничал с молодыми кинематографистами ВГИКа. Участвовал в создании учебных и документальных короткометражных фильмов. Исполнил роль второго плана в фильме «Вальс на прощание (Муки любви)» (реж. Каринэ Фолиянц). В 2010—2011 годах вёл еженедельную передачу «Дом фантастики» на «КМ.ТВ».
Создатель и идеолог концепции «инфоромантизма» — направления в отечественной фантастики, которое, минуя традиции как плохой, так и хорошей «советской» НФ, восходит корнями к русскому романтизму XIX века и декадентским течениям начала XX века. С 2007 года идеология и эстетика инфоромантизма находит своё воплощение в поэзии.

## Награды и премии
- Аэлита, Свердловск, 1994 (номинация «Старт» — лучший дебют года, за книгу «Сказки о странной любви»)
- Интерпресскон, Санкт-Петербург, 1997 (номинация «Сверхкороткий рассказ»)
- Фанкон, Одесса, 1997 (номинация «За мини-жанр в фантастике»)
- РосКон, Москва, 2003 (специальный приз оргкомитета «РосКона» за лучший сборник)
- РосКон, Москва, 2004 (номинация «Критика, публицистика и литературоведение», 3 место, «Бронзовый РосКон»)
- Интерпресскон, Санкт-Петербург, 2007 (номинация «Сверхкороткий рассказ»)
- РосКон, Москва, 2009 (номинация «Критика, публицистика и литературоведение», 3 место, «Бронзовый РосКон»)
- Диплом Волошинского конкурса, Коктебель, 2010 (номинация журнала «Дружба народов» — «Я призрак истин сплавил в стройный бред…», рассказ с ироническим отношением к жизни).
- РосКон, Москва, 2011 (номинация «Критика, публицистика и литературоведение», 2 место, «Серебряный РосКон»)
- Звездный Мост, Харьков, 2011 (номинация «Критика, публицистика и литературоведение», 1 место)
- РосКон, Москва, 2014 (номинация «Критика, публицистика и литературоведение», 3 место, «Бронзовый РосКон»)
- «Петербургские мосты», СПб, 2014, Лауреат Литературного конкурса им. Даниила Хармса «Четвероногая ворона», (СПб, 2014)[1]
- Басткон, Москва, 2014 (приз «Иван Калита», Вместе с Николаем Калиниченко за рассказ «Остров Балчуг»)
- Басткон, Москва, 2014 (приз «Чаша Бастиона», Вместе с Николаем Калиниченко за рассказ «Остров Балчуг»)
- Малая Филигрань, Москва, 2014 (Вместе с Николаем Калиниченко за рассказ «Остров Балчуг»)
- Лонглист премии «Ясная поляна», Москва, 2016 (с книгой «Виртуальный Пьеро»)
- Серебряная медаль Всероссийского литературного фестиваля фестивалей «ЛиФФт» (2016)[2];
- Независимая литературная премия «На встречу дня!» имени Бориса Корнилова, Санкт-Петербург, 2016 (с формулировкой: «За продолжение русской стихотворной традиции, сохраненной в творчестве Бориса Корнилова, а также за последовательное продвижение эстетики романтизма и романтики в прозе и поэзии»)
- Аэлита, Екатеринбург, 2017, Премия им. Виталия Бугрова (За выдающуюся редакторскую, составительскую, организаторскую, просветительскую, библиографическую, литературоведческую и критическую работу в области фантастики).
- Аэлита, Екатеринбург, 2019, Орден «Рыцарь фантастики», мемориальная премия имени И. Г. Халымбаджи (За вклад в развитие отечественной фантастики).
- Роскон, Москва, 2020, (номинация «Повесть, рассказ», 2 место, «Серебряный РосКон» (Вместе с Николаем Калиниченко за рассказ «Увертюра для револьвера с оркестром»).
- XI Международный славянский литературный форум «Золотой витязь», Москва, 2020 (Золотой диплом за книгу «Поэты должны путешествовать»).
- Гран-при в номинации «Проза» Международного литературного конкурса на премию имени Саши Чёрного «На одном языке».
- «Проксима Центавра», Москва, 2021 (Приз «Большая Проксима» за книгу «Один тюлень — один пельмень»)
- «Проксима Центавра», Москва, 2023 (Диплом в номинации «Книга года» за книгу «Поэты должны путешествовать. Книга странствий. Издание второе, исправленное и дополненное»).
- Роскон, Москва, 2024, (номинация «Повесть, рассказ», 3 место, «Бронзовый РосКон» за рассказ «Растеряшка»).

## Книги
- Андрей Щербак-Жуков. Сказки о странной любви: Фантастические произведения. — М.: ТПО "Извращение", 1993. — 64 с.
- Андрей Щербак-Жуков (автор, редактор и составитель). Пятая стена: 29 фантастических рассказов о жилище будущего. — М.: ИнтелБилд, 2002. — 344 с. — ISBN 5-9500045-1-5.
- Евгений Харитонов, Андрей Щербак-Жуков. На экране – Чудо: Отечественная кинофантастика и киносказка (1909-2002): Материалы к популярной энциклопедии. — М.: НИИ Киноискусства, В.Секачев, 2003. — 320 с. — ISBN 5-86676-009-6.
- Андрей Щербак-Жуков. Древний миф и современная фантастика, или Использование мифологических структур в драматургии и кино: Монография. — М.: Издательство Независимая Газета, 2010. — 168 с. — (Ex libris). — ISBN 978-5-86712-175-4.
- Андрей Щербак-Жуков. Дневник наблюдений за природой: Стихотворения. — М.: Воймега, 2011. — 56 с. — (Приближение). — ISBN 5-7640-0114-5.
- Андрей Щербак-Жуков. Нью-Энд-Бестиарий: Стихотворения разных лет. — М.: У никитских ворот, 2015. — 68 с. — ISBN 978-5-906787-24-8.
- Андрей Щербак-Жуков. Виртуальный Пьеро: Рассказы разных лет и настроений. — М.: У Никитских ворот, 2015. — 296 с. — ISBN 978-5-00-095097-5.
- Андрей Щербак-Жуков . Еноты-бегемоты. — М.: Издательство Виктора Гоппе, 2017. — 12 с. ISBN отсутствует
- Андрей Щербак-Жуков. Поэты должны путешествовать. — М.: Интернациональный союз писателей, 2017. — 142 с. — (Премия имени Владимира Гиляровского представляет публициста). — ISBN 978-5-906916-41-9.
- Ник Одинцов [Псевдоним Александра Гриценко, Николая Калиниченко и Андрея Щербака-Жукова]. Мустанкеры: Роман — М.: Э, 2017. — 384 с. — (Абсолютное оружие). — ISBN 978-5-04-004519-8.
- Андрей Щербак-Жуков. Сказки для друзей, бывшие Сказки для идиотов. — М.: Русский Гулливер, Центр современной литературы, 2019. — 100 с. — ISBN 978-5-91627-220-8.
- Андрей Щербак-Жуков, Алексей Астафьев. Сказки нашего времени. От Мэри Шелли до Сергея Лукьяненко. — М.: СКОЛ, совместно с СДФЛК (Союз деятелей фантастической литературы и кино), 2020. — 239 с. — ISBN 978-5-6044011-0-1.
- Андрей Щербак-Жуков. Нью-Энд-Бестиарий. Версия 2.0. Стихотворения. — М.: У Никитских ворот, 2020. — 84 с. — ISBN 978-5-00170-061-6.
- Андрей Щербак-Жуков. Один тюлень — один пельмень. Стихи и проза разных лет и настроений. — М.: Зебра Е, 2021. — 440 с. — ISBN 978-5-907164-77-2.
- Андрей Щербак-Жуков. Поэты должны путешествовать. Книга странствий. Издание второе, исправленное и дополненное. — М.: Интернациональный союз писателей, 2023. — 264 с. ISBN 978-5-6049941-0-8
- Андрей Щербак-Жуков. Мой Кир Булычёв, мой Рэй Брэдбери и другие мои писатели. – М.: Интернациональный союз писателей, 2024. – 388 с. ISBN 978-5-6052036-4-3